# 10804 Amenouzume
10804 Amenouzume (1992 WN3) là một tiểu hành tinh vành đai chính được phát hiện ngày 23 tháng 11 năm 1992 bởi T. Urata ở Đài thiên văn Nihondaira. Nó được đặt theo tên Ame-no-Uzume, Shinto goddess of dawn.